# Barylypa schmidi
Barylypa schmidi är en stekelart som beskrevs av Dasch 1984. Barylypa schmidi ingår i släktet Barylypa och familjen brokparasitsteklar. Inga underarter finns listade.